# Rolepa medina
Rolepa medina är en fjärilsart som beskrevs av Paul Dognin 1916. Rolepa medina ingår i släktet Rolepa och familjen silkesspinnare. Inga underarter finns listade.